# IC 4301
IC 4301 — компактная вытянутая спиральная галактика типа Sbc в созвездии Гончие Псы. Поверхностная яркость — 13,0 mag/arcmin². Этот объект входит в число перечисленных в оригинальной редакции «Нового общего каталога».